# 국가 패럴림픽 위원회
국가 패럴림픽 위원회(프랑스어: Comité national paralympique, 영어: National Paralympic Committee, NPC)는 패럴림픽 및 장애인 스포츠를 대표하는 국가 스포츠 조직이다. 나라마다 이 조직들은 국제 패럴림픽 위원회에 가입되어 있다. 2012년 기준으로 174개 국가 패럴림픽 위원회가 국제 패럴림픽 위원회에 가입되어 있다.

## 국가 패럴림픽 위원회 목록
국가 패럴림픽 위원회는 5개 대륙의 국제 패럴림픽 기구에 소속되어 있다.
| 대륙       | 대륙                       | 협회                     | 올림픽 위원회 |
| ---------- | -------------------------- | ------------------------ | ------------- |
|            | 아프리카                   | 아프리카 패럴림픽 위원회 | 49            |
| 아메리카   | 아메리카 패럴림픽 위원회   | 32                       |               |
| 아시아     | 아시아 패럴림픽 위원회     | 43                       |               |
| 유럽       | 유럽 패럴림픽 위원회       | 48                       |               |
| 오세아니아 | 오세아니아 패럴림픽 위원회 | 8                        |               |

### 아프리카
- 알제리 - 알제리 국가 패럴림픽 위원회
- 앙골라 - 앙골라 패럴림픽 위원회
- 베냉 - 베냉 국가 패럴림픽 위원회 장애인 체육 연맹
- 보츠와나 - 보츠와나 패럴림픽 협회
- 부르키나파소 - 부르키나파소 패럴림픽 위원회
- 부룬디 - 부룬디 패럴림픽 위원회
- 카메룬 - 카메룬 패럴림픽 위원회
- 카보베르데 - 카보베르데 패럴림픽 위원회
- 중앙아프리카 공화국 - 중앙아프리카 공화국 국가 패럴림픽 위원회
- 코모로 - 코모로 국가 패럴림픽 위원회
- 콩고 공화국 - 콩고 공화국 국가 패럴림픽 위원회
- 코트디부아르 - 코트디부아르 패럴림픽 체육 연맹
- 콩고 민주 공화국 - 콩고 민주 공화국 패럴림픽 위원회
- 지부티 - 지부티 국가 패럴림픽 위원회
- 이집트 - 이집트 패럴림픽 위원회
- 에티오피아 - 에티오피아 패럴림픽 위원회
- 가봉 - 가봉 패럴림픽 장애인 체육 연맹
- 감비아 - 감비아 장애인 체육회
- 가나 - 가나 국가 패럴림픽 위원회
- 기니 - 기니 패럴림픽 위원회
- 기니비사우 - 기니비사우 장애인 체육 연맹
- 케냐 - 케냐 국가 패럴림픽 위원회
- 레소토 - 레소토 국가 패럴림픽 위원회
- 라이베리아 - 라이베리아 국가 패럴림픽 위원회
- 리비아 - 리비아 패럴림픽 위원회
- 마다가스카르 - 마다가스카르 장애인 체육 연맹
- 말라위 - 말라위 패럴림픽 위원회
- 말리 - 말리 국가 패럴림픽 위원회
- 모리타니 - 모리타니 국가 패럴림픽 위원회
- 모리셔스 - 모리셔스 국가 패럴림픽 위원회
- 모로코 - 모로코 장애인 체육 연맹
- 모잠비크 - 모잠비크 패럴림픽 위원회
- 나미비아 - 나미비아 국가 패럴림픽 위원회
- 니제르 - 니제르 패럴림픽 체육 연맹
- 나이지리아 - 나이지리아 패럴림픽 위원회
- 르완다 - 르완다 국가 패럴림픽 위원회
- 상투메 프린시페 - 상투메 프린시페 국가 패럴림픽 위원회
- 세네갈 - 세네갈 국가 패럴림픽 장애인 체육 연맹
- 세이셸 - 세이셸 패럴림픽 협회
- 시에라리온 - 시에라리온 패럴림픽 위원회
- 소말리아 - 소말리아 패럴림픽 위원회
- 남아프리카 공화국 - 남아프리카 공화국 체육 연맹 올림픽 위원회
- 수단 - 수단 국가 패럴림픽 위원회
- 탄자니아 - 탄자니아 패럴림픽 위원회
- 토고 - 토고 장애인 체육 연맹
- 튀니지 - 튀니지 패럴림픽 위원회
- 우간다 - 우간다 국가 패럴림픽 위원회
- 잠비아 - 잠비아 국가 패럴림픽 위원회
- 짐바브웨 - 짐바브웨 패럴림픽 위원회

### 아메리카
- 앤티가 바부다 - 앤티가 바부다 패럴림픽 위원회
- 아르헨티나 - 아르헨티나 패럴림픽 위원회
- 아루바 - 아루바 패럴림픽 위원회
- 바베이도스 - 바베이도스 패럴림픽 협회
- 버뮤다 - 버뮤다 패럴림픽 협회
- 브라질 - 브라질 패럴림픽 위원회
- 캐나다 - 캐나다 패럴림픽 위원회
- 칠레 - 칠레 패럴림픽 위원회
- 콜롬비아 - 콜롬비아 패럴림픽 위원회
- 코스타리카 - 코스타리카 패럴림픽 위원회
- 쿠바 - 쿠바 패럴림픽 위원회
- 도미니카 공화국 - 도미니카 공화국 장애인 체육회
- 에콰도르 - 에콰도르 패럴림픽 체육 연맹
- 엘살바도르 - 엘살바도르 패럴림픽 위원회
- 그레나다 - 그레나다 패럴림픽 위원회
- 과테말라 - 과테말라 패럴림픽 위원회
- 가이아나 - 가이아나 패럴림픽 위원회
- 아이티 - 아이티 국가 패럴림픽 위원회
- 온두라스 - 온두라스 패럴림픽 위원회
- 자메이카 - 자메이카 패럴림픽 협회
- 멕시코 - 멕시코 패럴림픽 위원회
- 니카라과 - 니카라과 패럴림픽 위원회
- 파나마 - 파나마 패럴림픽 위원회
- 페루 - 페루 국가 패럴림픽 위원회
- 푸에르토리코 - 푸에르토리코 패럴림픽 위원회
- 세인트빈센트 그레나딘 - 세인트빈센트 그레나딘 패럴림픽 위원회
- 수리남 - 수리남 국가 패럴림픽 위원회
- 트리니다드 토바고 - 트리니다드 토바고 패럴림픽 위원회
- 미국 - 미국 올림픽 패럴림픽 위원회
- 우루과이 - 우루과이 패럴림픽 위원회
- 베네수엘라 - 베네수엘라 패럴림픽 위원회
- 미국령 버진아일랜드 - 미국령 버진아일랜드 국가 패럴림픽 위원회

### 아시아
- 아프가니스탄 - 아프가니스탄 패럴림픽 위원회
- 바레인 - 바레인 장애인 체육회 패럴림픽 위원회
- 방글라데시 - 방글라데시 국가 패럴림픽 위원회
- 브루나이 - 브루나이 패럴림픽 평의회
- 캄보디아 - 캄보디아 국가 패럴림픽 위원회
- 중국 - 중국 국가 패럴림픽 위원회
- 중화 타이베이 - 중화 타이베이 패럴림픽 위원회
- 홍콩 - 홍콩 패럴림픽 위원회 장애인 체육회
- 인도 - 인도 패럴림픽 위원회
- 인도네시아 - 인도네시아 국가 패럴림픽 위원회
- 이란 - 이란 국가 패럴림픽 위원회
- 이라크 - 이라크 국가 패럴림픽 위원회
- 일본 - 일본 패럴림픽 위원회
- 요르단 - 요르단 패럴림픽 위원회
- 카자흐스탄 - 카자흐스탄 국가 패럴림픽 위원회
- 쿠웨이트 - 쿠웨이트 패럴림픽 위원회
- 키르기스스탄 - 키르기스스탄 국가 패럴림픽 위원회
- 라오스 - 라오스 패럴림픽 위원회
- 레바논 - 레바논 패럴림픽 위원회
- 마카오 - 마카오 장애인 체육회
- 말레이시아 - 말레이시아 패럴림픽 평의회
- 몽골 - 몽골 패럴림픽 위원회
- 미얀마 - 미얀마 국가 패럴림픽 위원회
- 네팔 - 네팔 국가 패럴림픽 위원회
- 조선민주주의인민공화국 - 조선장애자체육협회
- 오만 - 오만 패럴림픽 위원회
- 파키스탄 - 파키스탄 국가 패럴림픽 위원회
- 팔레스타인 - 팔레스타인 패럴림픽 위원회
- 필리핀 - 필리핀 패럴림픽 위원회
- 카타르 - 카타르 패럴림픽 위원회
- 사우디아라비아 - 사우디아라비아 패럴림픽 위원회
- 싱가포르 - 싱가포르 국가 패럴림픽 평의회
- 대한민국 - 대한장애인체육회
- 스리랑카 - 스리랑카 국가 장애인 체육회
- 시리아 - 시리아 패럴림픽 위원회
- 타지키스탄 - 타지키스탄 패럴림픽 위원회
- 태국 - 태국 패럴림픽 위원회
- 동티모르 - 동티모르 국가 패럴림픽 위원회
- 투르크메니스탄 - 투르크메니스탄 국가 패럴림픽 위원회
- 아랍에미리트 - 아랍에미리트 패럴림픽 위원회
- 우즈베키스탄 - 우즈베키스탄 패럴림픽 협회
- 베트남 - 베트남 패럴림픽 협회
- 예멘 - 예멘 패럴림픽 협회

### 유럽
- 안도라 - 안도라 패럴림픽 위원회
- 아르메니아 - 아르메니아 국가 패럴림픽 위원회
- 오스트리아 - 오스트리아 패럴림픽 위원회
- 아제르바이잔 - 아제르바이잔 국가 패럴림픽 위원회
- 벨라루스 - 벨라루스 패럴림픽 위원회
- 벨기에 - 벨기에 패럴림픽 위원회
- 보스니아 헤르체고비나 - 보스니아 헤르체고비나 패럴림픽 위원회
- 불가리아 - 불가리아 패럴림픽 협회
- 크로아티아 - 크로아티아 패럴림픽 위원회
- 키프로스 - 키프로스 국가 패럴림픽 위원회
- 체코 - 체코 패럴림픽 위원회
- 덴마크 - 덴마크 패럴림픽 위원회
- 에스토니아 - 에스토니아 패럴림픽 위원회
- 페로 제도 - 페로 제도 패럴림픽 위원회
- 핀란드 - 핀란드 패럴림픽 위원회
- 프랑스 - 프랑스 패럴림픽 체육회
- 조지아 - 조지아 패럴림픽 위원회
- 독일 - 독일 국가 패럴림픽 위원회
- 영국 - 영국 패럴림픽 협회
- 그리스 - 그리스 패럴림픽 위원회
- 헝가리 - 헝가리 패럴림픽 위원회
- 아이슬란드 - 아이슬란드 장애인 체육회
- 아일랜드 - 아일랜드 패럴림픽 위원회
- 이스라엘 - 이스라엘 패럴림픽 위원회
- 이탈리아 - 이탈리아 패럴림픽 위원회
- 라트비아 - 라트비아 패럴림픽 위원회
- 리히텐슈타인 - 리히텐슈타인 장애인 체육회
- 리투아니아 - 리투아니아 패럴림픽 위원회
- 룩셈부르크 - 룩셈부르크 패럴림픽 위원회
- 북마케도니아 - 마케도니아 패럴림픽 위원회 장애인 체육 연맹
- 몰타 - 몰타 장애인 체육 연맹
- 몰도바 - 몰도바 패럴림픽 위원회
- 몬테네그로 - 몬테네그로 국가 패럴림픽 위원회
- 네덜란드 - 네덜란드 올림픽 위원회 네덜란드 체육 연맹
- 노르웨이 - 노르웨이 올림픽 패럴림픽 위원회 체육 연맹
- 폴란드 - 폴란드 패럴림픽 위원회
- 포르투갈 - 포르투갈 패럴림픽 위원회
- 루마니아 - 루마니아 장애인 체육 연맹
- 러시아 - 러시아 패럴림픽 위원회
- 산마리노 - 산마리노 패럴림픽 위원회
- 세르비아 - 세르비아 패럴림픽 위원회
- 슬로바키아 - 슬로바키아 패럴림픽 위원회
- 슬로베니아 - 슬로베니아 패럴림픽 위원회 장애인 체육회
- 스페인 - 스페인 패럴림픽 위원회
- 스웨덴 - 스웨덴 패럴림픽 위원회 장애인 체육회
- 스위스 - 스위스 패럴림픽 위원회
- 튀르키예 - 터키 패럴림픽 위원회
- 우크라이나 - 우크라이나 국가 패럴림픽 위원회

### 오세아니아
- 오스트레일리아 - 오스트레일리아 패럴림픽 위원회
- 피지 - 피지 패럴림픽 협회
- 뉴질랜드 - 뉴질랜드 패럴림픽 위원회
- 파푸아뉴기니 - 파푸아뉴기니 패럴림픽 위원회
- 사모아 - 사모아 패럴림픽 위원회
- 솔로몬 제도 - 솔로몬 제도 국가 패럴림픽 위원회
- 통가 - 통가 국가 패럴림픽 위원회
- 바누아투 - 바누아투 패럴림픽 위원회

## 같이 보기
- 패럴림픽
- 국가 올림픽 위원회